# 山中貞幸
山中 貞幸（やまなか さだゆき）は、戦国時代の武将。尼子氏の家臣。最初に山中氏を名乗った人物である。

## 生涯
文明17年（1485年）、黒田治宗の三男として誕生。
出雲国へ赴き、当時勢いのあった出雲の戦国大名・尼子経久に仕えて、功をあげ侍大将となった。その後は出雲の白鹿城主となり4千貫を領した。後に山中大蔵大輔貞幸と称し、武勇の誉れが高かったと伝えられ76歳で死去したといわれるが、最初に山中姓を名乗った事以外の詳しいことは一切不明である。